# Hypena modesta
Hypena modesta là một loài bướm đêm trong họ Erebidae.